# Sepino
Sepino è un comune italiano di 1 791 abitanti della provincia di Campobasso, in Molise, che fa parte del circuito dei borghi più belli d'Italia.

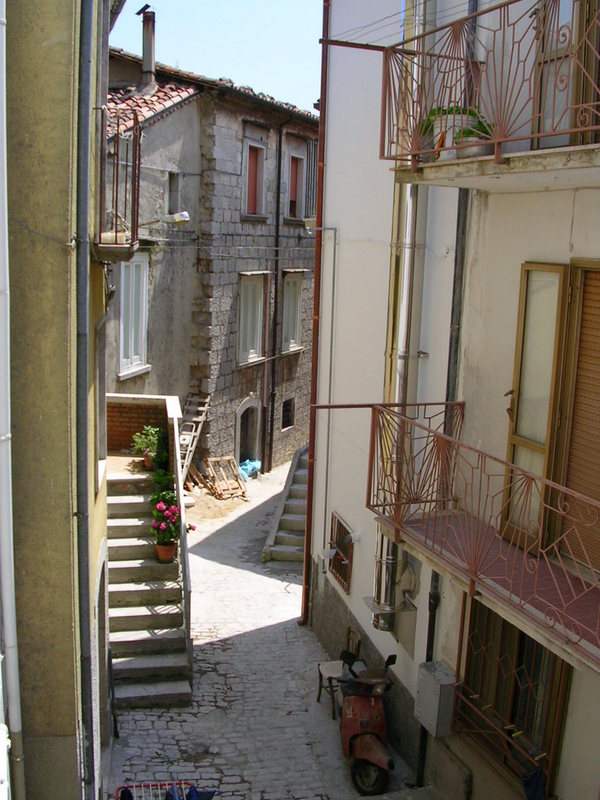
Uno scorcio del centro storico di Sepino

## Geografia fisica

### Territorio
Sepino si trova a 698 m s.l.m., su di un colle boschivo alle propaggini del massiccio del Matese. È il comune più meridionale del Molise.

## Origini del nome
Il nome Sepino deriva da saepio, in latino "recingere".

## Storia

### Saipins: epoca sannitica
Il villaggio esisteva già prima delle Guerre sannitiche nel IV secolo a.C., in località Terravecchia. Nel 293 a.C., nel corso della Terza guerra sannitica, il console Papirio Cursore fu sconfitto nel tentativo di prendere la città, e i morti, come dice Tito Livio furono 7 400 romani. Il villaggio era a pianta trapezoidale con mura fortificate e una via principale per il foro e l'acropoli. Vi erano anche tre porte principali per le vie di accesso da Benevento, Napoli e Bojano. Il villaggio alla fine delle guerre fu conquistato assieme al Sannio e divenne parte della Regio IV Samnium.

### Saepinum: epoca romana
Con il principato di Augusto il borgo superiore di Altilia si spopolò e venne fondata più a valle una nuova città romana di nome Saepinum. Tra le famiglie rappresentanti vi era quella di Nerazio Prisco, insigne giureconsulto che fece restaurare il teatro romano. La città aveva un notevole sviluppo commerciale nella pastorizia, essendo stazione montuosa del tratturo Pescasseroli-Candela. La città fu fortificata con numerose torri circolari, ben 25, e venne costruito un foro maggiore con la basilica. La porta Bojano è decorata da rilievi di due prigionieri germanici e dall'iscrizione di Tiberio e Druso costruttori. Vi è anche una tomba mausoleo dedicata a Ennio Marso.

### Dal medioevo a oggi
Nel IV secolo la città entrò in crisi, dopo la caduta di Roma. La città fu invasa dai Goti e successivamente entrò a far parte del Ducato di Benevento. Nel IX secolo con le invasioni longobarde la città romana si spopolò e fu fondata una nuova città fortificata più a valle, con castello e chiese. È in questo periodo che la città romana, ormai del tutto abbandonata, venne indicata dagli Arabi con il termine di al tell (città in rovina), da cui deriverà poi il toponimo "Altilia". Nella zona vecchia di Saepinum invece si stanziarono dei pastori che riutilizzarono le mura del teatro come case.
Dal VI secolo fu istituita anche una diocesi di Sepino, dipendente da Bojano, che però fu subito soppressa con le invasioni Longobarde. 
Nel XVII secolo il centro fu sempre florido e sviluppato, come dimostra anche la cultura dei signori feudatari, esempio è il Palazzo Attilio.
Negli anni della seconda guerra mondiale, tra il 1940 e il 1943, Sepino fu uno dei comuni del Molise destinati dalle autorità fasciste ad accogliere profughi ebrei in internamento civile. Con l'arrivo dell'esercito alleato nel settembre 1943, i 14 internati riuscirono tutti a raggiungere i territori liberati del Sud Italia; alcuni poterono già emigrare negli Stati Uniti nel luglio 1944.
Negli anni '50 del Novecento si fece un'inchiesta sulle condizioni di vita del sud Italia, e vennero effettuate delle riprese eccezionali a Terravecchia, dove i pastori ancora vivevano nel villaggio romano perfettamente conservato e attraversato ancora, nella via principale, dalle greggi dei pastori transumanti. Negli anni '90 il sito archeologico ha suscitato vivo interesse regionale ed è stato restaurato.

### Simboli
Lo stemma e il gonfalone sono stati concessi con decreto del presidente della Repubblica del 21 marzo 1997.
Il gonfalone è un drappo partito di bianco e di verde.

## Monumenti e luoghi d'interesse

### Architetture religiose

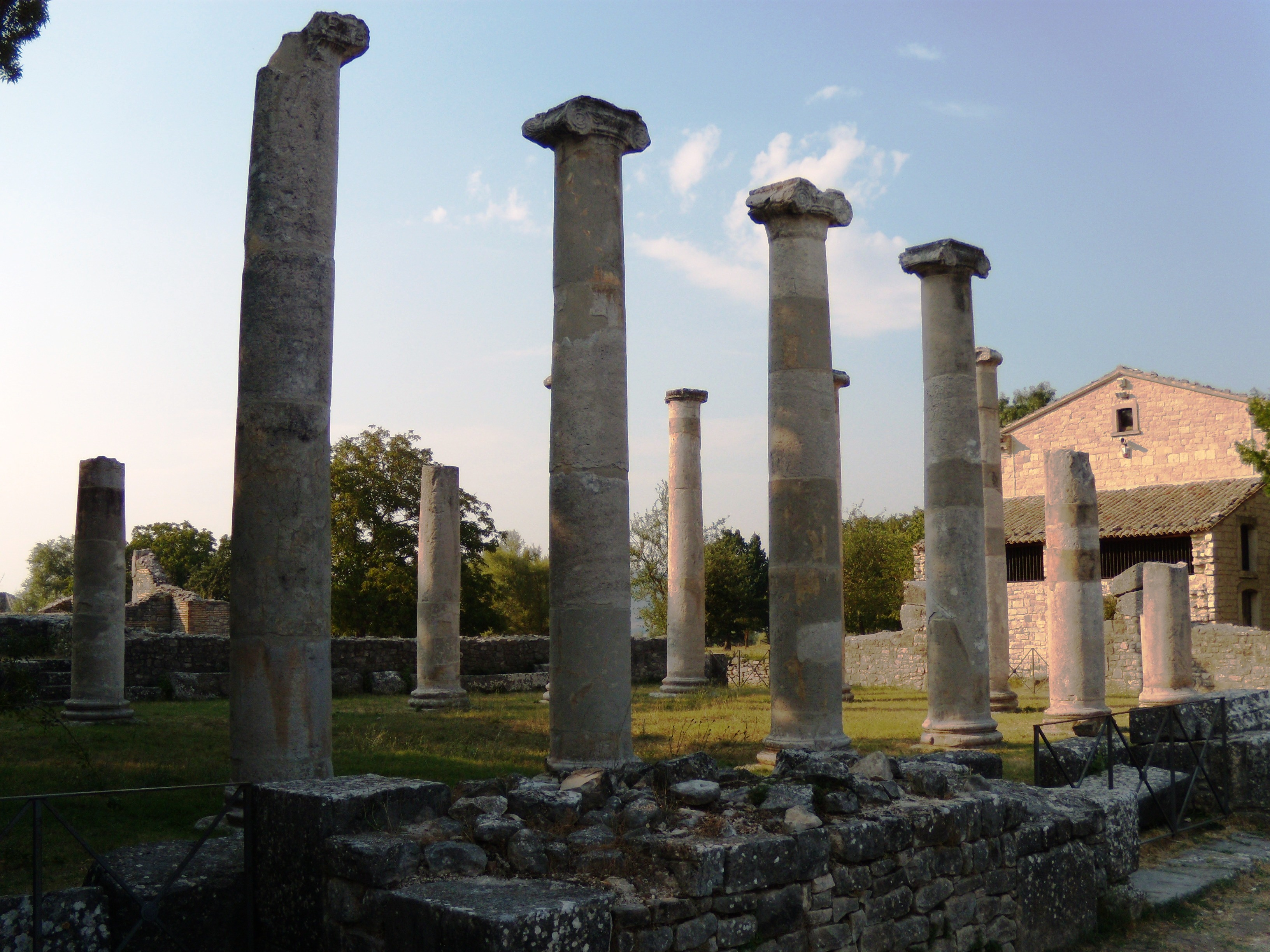
Le rovine di Saepinum

Nel centro cittadino sorge la chiesa di Santa Cristina, forse costruita quando la popolazione, alla fine dell'Alto Medioevo, abbandonò Saepinum per fondare l'odierna Sepino: il Castellum Saepini. Il campanile dell'Insigne Collegiata ha la guglia a forma singolare di "bottiglione", interamente costruita dagli artigiani dell'epoca. All'interno della chiesa si trovano la "grotta di Santa Cristina" con i Misteri, la Sala del Tesoro, un coro ligneo ottocentesco e l'archivio storico parrocchiale, che conserva anche pergamene del XII secolo.
Meritano attenzione il campanile romanico della Chiesa di San Lorenzo, le chiese di Santa Maria Assunta e del Purgatorio, nonché l'ex Chiesa di Santo Stefano, oggi adibita a teatro e a sala conferenze.
A poca distanza dal centro, in località Petrilli, si trova il convento della SS. Trinità. Ne decorano l'interno alcuni dipinti, statue e fontane. Dal piazzale del convento è possibile giungere alle rovine del convento Santa Maria degli Angeli, oggi abbandonato.

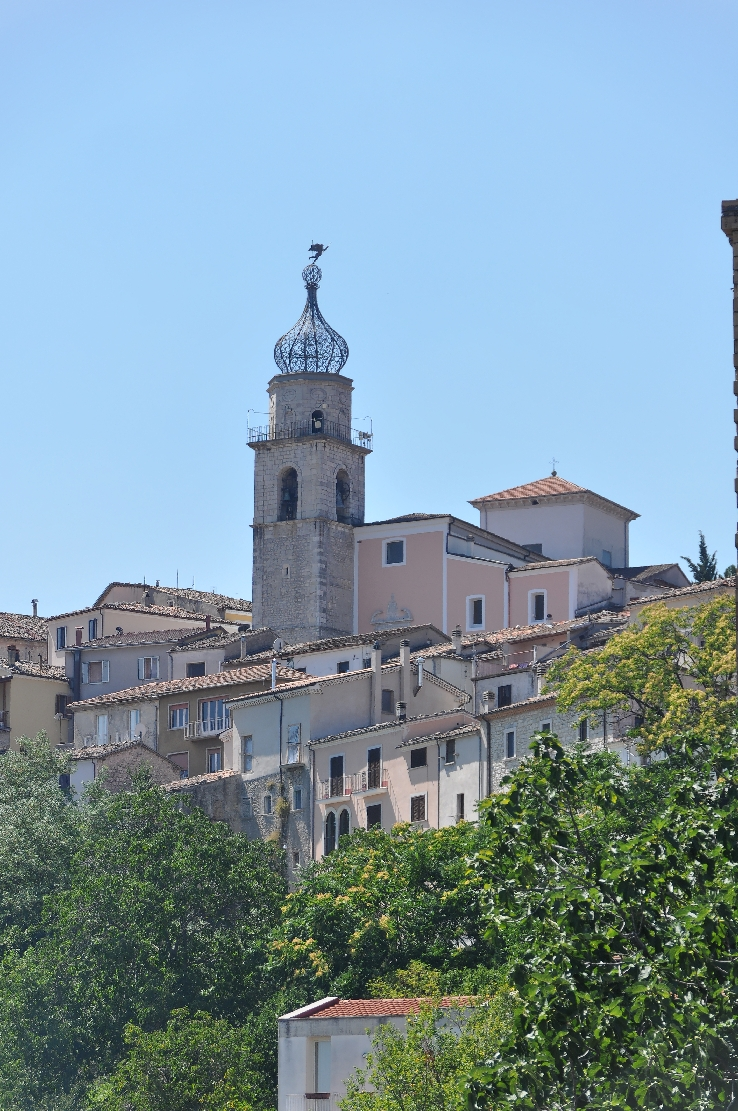
La chiesa di Santa Cristina a Sepino

Chiesa di Santa Cristina
Chiesa principale del borgo, risale al XII secolo e inizialmente era dedicata a San Salvatore. L'aspetto attuale è frutto di restauri nel XVII secolo e dopo il terremoto del 1805, con la ricostruzione della torre campanaria e di gran parte dell'interno. La pianta è rettangolare irregolare, con due ingressi. Quello più frequente è affacciato su piazza Nazario Prisco, col portale in stile rococò; a sinistra c'è il campanile con cuspide a cipolla in stile napoletano, ricostruita nel 1824. L'interno è a tre navate, diviso da pilastri con capitelli ornati da putti e festoni, la cupola presso il presbiterio in stile corinzio, risale al 1846. I marmi d'altare maggiore sono riccamente scolpiti e lavorati alla napoletana, con incrostazioni di madreperla. La Cripta è del 1570, accessibile mediante una scalinata di marmo. Qui ci sono degli affreschi che raccontano la vita e il martirio di Santa Cristina, la cappella del Tesoro voluta nel 1609 dalla famiglia Carafa, con le reliquie e otto busti di bronzo di santi. Nella navata sinistra c'è la tomba del vescovo Attilio del 1536, e un dipinto raffigurante la Madonna del Gatto del XVI secolo.

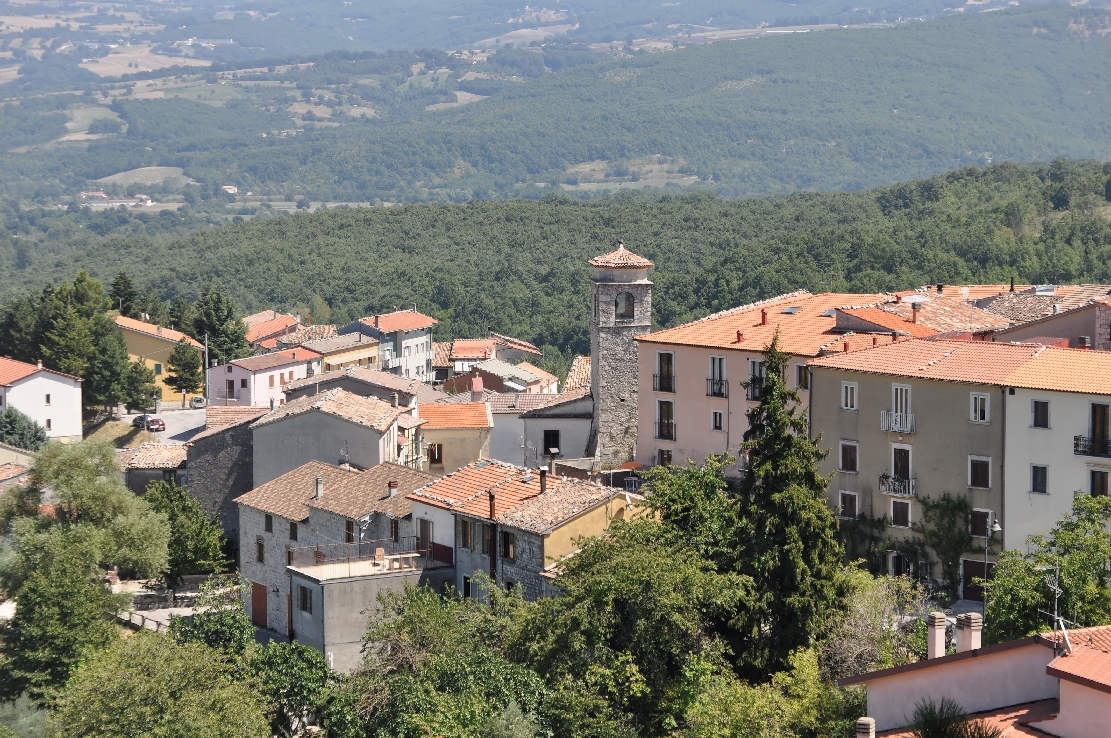
Scorcio di Sepino con la chiesa di San Lorenzo

Chiesa di San Lorenzo
Si trova alla periferia del centro storico, risalente al Medioevo, ma di fattezze ottocentesche dopo vari terremoti. Ha pianta a navata unica con imponente campanile romanico, impreziosito da cupola ottocentesca. Un mosaico presso l'accesso è del 1970, raffigurante il santo. Solo l'impianto a croce greca lascia intendere l'antichità della chiesa, poiché l'interno, a navata unica, è intonacato di bianco.
Convento della Santissima Trinità
Fu fatto costruire da Bartolomeo Di Capua nel 1519 ed era uno dei monasteri più importanti del Molise, dove si studiava teologia e si formavano preti. Il convento fu danneggiato dal terremoto del 1805 e soppresso nel 1809. Nel 1817 fu riaperto anche se nel 1869 veniva ceduto al comune per essere usato come scuola. Il convento attuale è in parte originale, poiché alcune parti - come la facciata e l'interno - sono state manomesse nel restauro post bellico del 1969, facendo assumere un aspetto falso antico che tende al moderno. Di notevole interesse è il chiostro, in pietra bianca, con una statua di San Francesco d'Assisi. All'interno a navata unica ci sono tele cinquecentesche di pregio.

### Architetture civili
Il centro abitato di Sepino conserva le tipiche caratteristiche medievali. A un'ampia piazza corrispondono un certo numero di stretti vicoli.
Vi si trovano numerose fontane, come quella ubicata nella piazza principale, i cui rubinetti indicano i punti cardinali, o quelle della Canala e del Mascherone. Degno di nota è infine il Ponte San Rocco, da cui prende nome l'omonima località.

### Architetture militari
L'abitato medievale era circondato da una cintura muraria a forma quasi ellittica, con quattro porte, munita di torri sulle quali spiccava il castello. Tuttora sono conservate alcune torri e tre porte: la porta Meridionale, la porta Orientale, la porta di Corte o porta Borrelli. Il castello fortemente danneggiato dal terremoto del 1805 fu progressivamente abbattuto.

### Siti archeologici
Nei pressi dell'abitato si trovano gli scavi archeologici di Saepinum e di Saipins.

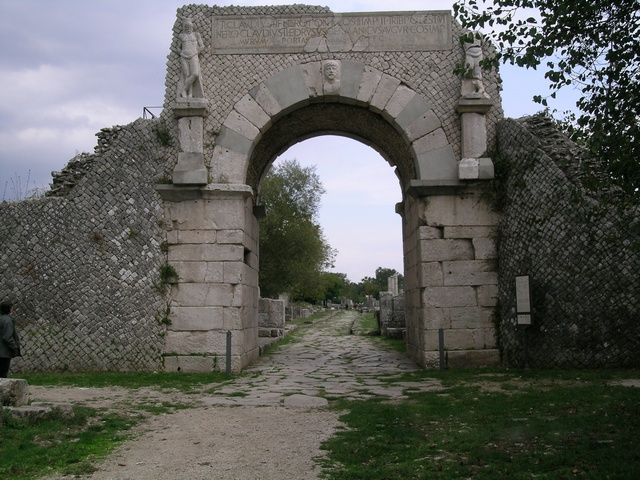
Porta Bojano di Saepinum

Saepinum sorge nella zona archeologica di Altilia, attraversata dall'antico Tratturo Pescasseroli-Candela. È possibile ammirare i resti dell'abitato romano, come il foro, la basilica, Porta Bojano, le terme, il teatro, il Cardo e il Decumano, le mura, le maestose porte d'accesso.
La zona archeologica ospita annualmente numerosi turisti ed è ormai costantemente inserita nel calendario di manifestazioni estive itineranti, che propongono spettacoli di teatro e danza di livello internazionale. Ad Altilia sono presenti anche vari musei. 

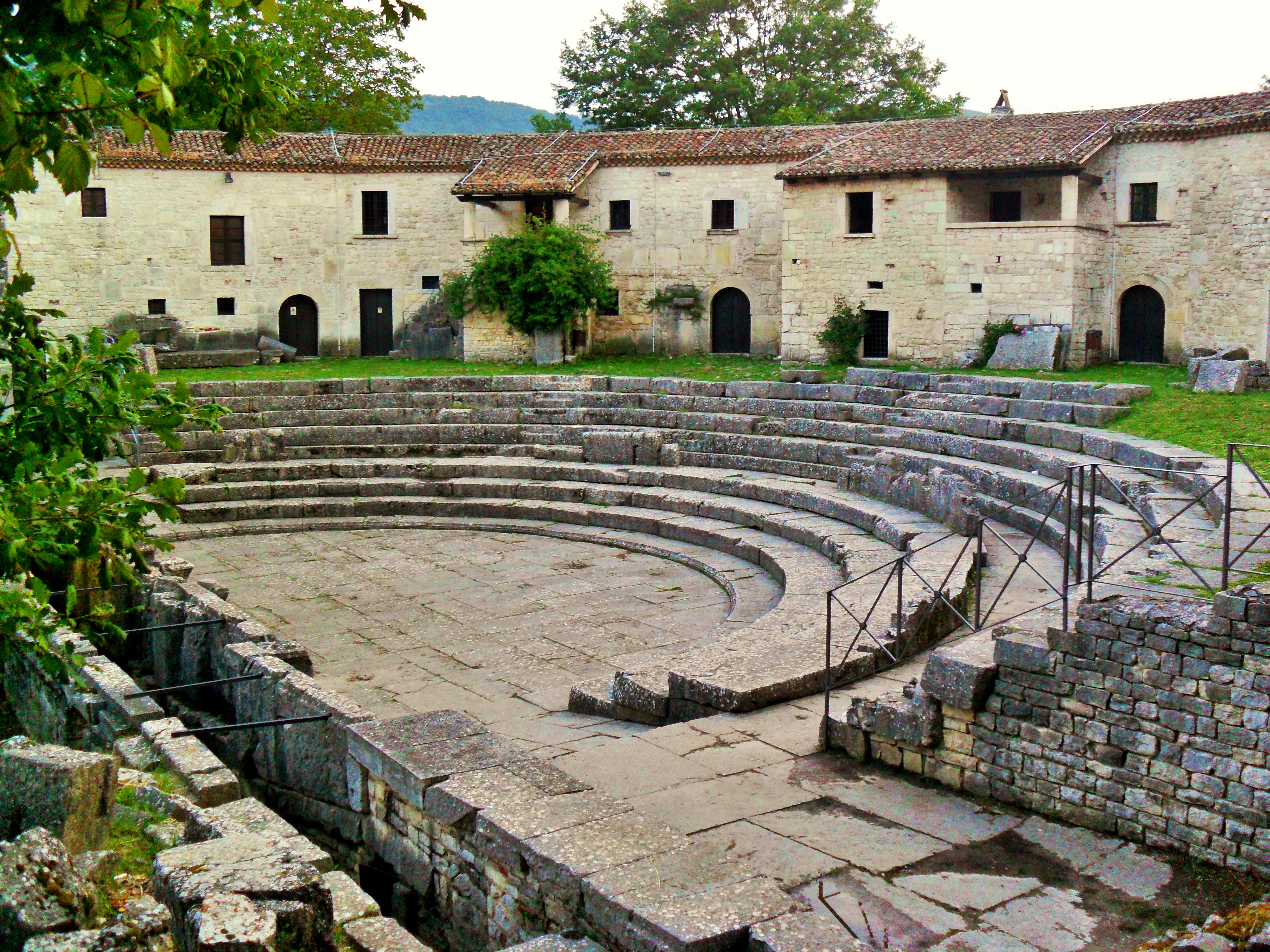
Il teatro romano di Saepinum

Verso la montagna, a circa 953 m di altitudine, sorge Saipins, chiamata comunemente "Acropoli di Terravecchia", raggiungibile per mezzo di percorsi nel Matese. Importante centro sannitico del III secolo a.C. fu definita da Tito Livio fortissima atque potentissima. Saipinis fu teatro di cruente battaglie, per poi venire espugnata e distrutta nel corso della terza guerra sannitica dal console Lucio Papirius Cursor. Oggi, fra le rovine più importanti, è possibile ammirare la Postierla del Matese. Fra Altilia e Terravecchia, recenti scavi stanno riportando alla luce il Tempio Italico di San Pietro in Cantoni.

### Aree naturali
Di notevole interesse è la località di Campitello di Sepino, dove si possono apprezzare ampi spazi verdi attrezzati in una grande zona boscosa, prevalentemente faggeti. Da questo pianoro è possibile raggiungere le cime dei monti circostanti (Tre Confini, Mutria, Muschiaturo etc.), zone in passato abitate dai briganti (come la Rotta de Zuze), il Passo di Santa Crocella, dove era presente l'omonimo monastero benedettino in età medioevale (Monasterium Sanctae Crucis), la Fontana di Rimavota e altre destinazioni sui monti del Matese.
Fra i fiumi più importanti, ricchi di pesci come la trota, ricordiamo il Tammaro, da cui prende nome l'omonima valle, e il Tappone che, lungo un percorso molto impervio, dà vita alla Cascata delle Castagne.
Vicino al centro abitato si trova il complesso delle Terme Tre Fontane, le cui acque hanno caratteristiche oligominerali adatte alla cura della calcolosi renale.

## Società

### Evoluzione demografica
Abitanti censiti

### Tradizioni e folclore
È molto sentita a Sepino la tradizionale festa in onore della patrona Santa Cristina, che viene celebrata l'8-9-10 gennaio, in occasione dell'arrivo delle reliquie della Santa nell'anno 1099. Essa è scandita da particolari eventi, come quello della "Crianzola" (incontro conviviale fra gli uomini del paese), il vestire da "Verginelle" le bambine, il suonare le campane a mano tutta la notte fra il 9 e 10, il "Cartoccio" (dono di dolciumi).
Il 23 e 24 luglio, oltre che nella cittadina, è festa anche a Bolsena, città gemellata con Sepino. In questi giorni si ricorda la morte di Santa Cristina, perseguitata agli inizi del IV secolo. Il 25 luglio, da più di 100 anni, si celebra la prima "Festa dell'Emigrante" di tutta la Regione Molise.
Nella notte di capodanno è tradizionale la suonata dei "Bufù", rudimentali strumenti artigianali costituiti da botti di legno il cui fondo superiore è sostituito da una pelle essiccata di capra perfettamente tesa che ha un foro centrale bordato di tela bagnata. Una canna viene inserita nel foro e mossa ritmicamente in senso verticale produce un caratteristico suono cupo e forte. I bufù sono normalmente accompagnati da altri strumenti artigianali.

## Cultura

### Istruzione
Il 1º settembre 2014 l'Istituto Comprensivo Vincenzo Tiberio del Comune di Sepino, a seguito dell'attuazione della legge sulla razionalizzazione scolastica, è stato incorporato dall'Istituto Comprensivo di Cercemaggiore.

## Infrastrutture e trasporti

### Strade
Il comune è interessato dalla strada statale 87 Sannitica e dalle strade provinciali 50, 53, 70, 82 e 94.

### Ferrovie
Il comune è servito dalla stazione di Sepino, sulla ferrovia Benevento-Campobasso, attiva solo a fini turistici.

## Amministrazione
Di seguito è presentata una tabella relativa alle amministrazioni che si sono succedute in questo comune.
| Periodo        | Periodo        | Primo cittadino         | Partito               | Carica  | Note   |
| -------------- | -------------- | ----------------------- | --------------------- | ------- | ------ |
| 1º luglio 1988 | 6 maggio 1993  | Antonio Mosca           | Democrazia Cristiana  | Sindaco | [ 15 ] |
| 21 giugno 1993 | 28 aprile 1997 | Antonio Mosca           | lista civica          | Sindaco | [ 15 ] |
| 28 aprile 1997 | 14 maggio 2001 | Libero Arienzale        | Alleanza Nazionale    | Sindaco | [ 15 ] |
| 14 maggio 2001 | 30 maggio 2006 | Libero Arienzale        | lista civica          | Sindaco | [ 15 ] |
| 30 maggio 2006 | 17 maggio 2011 | Antonio Mosca           | lista civica          | Sindaco | [ 15 ] |
| 17 maggio 2011 | 5 giugno 2016  | Filomena Zeoli          |                       | Sindaco | [ 15 ] |
| 6 giugno 2016  | 3 ottobre 2021 | Paolo Pasquale D'Anello | lista civica Saepinum | Sindaco | [ 15 ] |
| 3 ottobre 2021 | in carica      | Paolo Pasquale D'Anello | lista civica Saepinum | Sindaco | [ 15 ] |